# ピオレ姫路
ピオレ姫路（ピオレひめじ、piole HIMEJI）は、兵庫県姫路市の姫路駅（JR西日本）にある駅ビルと高架下施設。駅ビル本館、高架下施設のヤング館（現:ピオレ2）、ごちそう館、おみやげ館から構成され、総店舗数は202店。合計店舗面積は約2万3千平方メートルである。

## 概要
姫路駅#姫路駅ビルとFESTAも参照。
- 本館 - 地上6階（34m）・地下1階、延床面積は約3万1,000平方メートル、店舗面積は約1万3,000平方メートル、119店舗。
  - 姫路駅周辺の再開発事業で、旧駅ビルのフェスタ（FESTA）を解体・移転させ、そこから南に約50メートルの場所に建てられた駅ビル。開業時点では東急ハンズなど119店舗が入っている。その内、約7割の87店舗は姫路初出店になっている（関西初・兵庫初含む）[2]。通路などにはデジタルサイネージ（電子案内板）が設置されている。
  - 地上1階北側の一部は開放通路で駅北広場やみゆき通りに接続し、地下北側からはグランフェスタとサンクンガーデンに接続している。
  - 名称は、「人々（people）と駅（eki）とを結ぶ橋渡し役として、感動（impression）・独創性（originality）・ライフスタイル（life-style）を提案し続けるショッピングセンターを目指す」ことを意味し、それぞれの頭文字「p e i o l」を組み合わせた造語。計画段階では「JR姫路駅NKビル」としていた。
  - 外観は姫路城をイメージした白色で北側の壁面にはLED照明が設置され夜間などに点灯される（後述）[3]。北西角部分はガラス張りで大手前通りや姫路城が眺望できる。南側の壁面には太陽光発電パネルを98枚設置している。発電出力は約19kWで主として照明に利用する。屋上に設置されたの集光装置は光ファイバーケーブルを通じて階下の照明に太陽光を供給している。
- 高架下施設は、プリエ、プリエごちそう館・おみやげ館だったものを、本館オープンに合わせ改称した。
  - ピオレ2 - 延床面積は約1万2,000平方メートル、店舗面積は約6,000平方メートル、50店舗。
  - ごちそう館 - 延床面積は約4,000平方メートル、店舗面積は約2,500平方メートル、14店舗。
  - おみやげ館 - 延床面積は約2,200平方メートル、店舗面積は約1,250平方メートル、19店舗。
- 2013年6月15日（平成25年） - ピオレ姫路本館西側からキャスパ（山陽姫路駅ビル）を2階で結ぶ長さ114メートル、幅5メートルの姫路城眺望・連絡デッキが開通[4][5][6][7][8]。地階はサンクンガーデンを介してグランフェスタと繋がっている[9]。同年12月12日、サンクンガーデンは「キャッスルガーデン」に、眺望デッキは「キャッスルビュー」と愛称が決定された[10]。

## 営業時間・休館日
- ピオレ1・ピオレ2・ピオレ3 10時～20時（5階の「ユニクロ」「東急ハンズ」は営業時間延長日あり。また、全館営業時間延長日あり）
- ピオレ1（地下1階飲食店） 11時～22時
- ごちそう館 10時～21時
- おみやげ館 8時30分～20時
- 休館日：不定休（一部店舗を除く、2017年9月現在）

## 沿革
- 2006年（平成18年）
  - 12月19日 - 姫路市長がJR西日本に対し、既存百貨店や駅前商店街との競合を避けるため、新駅ビルへ百貨店の新規出店を見合わせるよう要望、できるだけ協力したいとの返答を得たと公表。
- 2008年（平成20年）
  - 3月17日 - 姫路市がJR西日本から正式に新駅ビルの建設意向を伝えられたと公表。
  - 12月1日 - それまでの計画を変更し、新駅ビル建設と旧駅ビルの解体、サンクンガーデン建設の3件同時着手を行うと、姫路市議会で市長が答弁。工期の大幅な短縮が決定。旧駅ビルに入居するテナントの一部からは不満の声も上がった[11]。
  - 12月4日 - JR姫路駅高架下にプリエ姫路がソフトオープン[12]。
  - 12月22日 - 播但線および姫新線高架切り替えに伴いプリエ姫路がグランドオープン。
- 2011年（平成23年）
  - 3月17日 - プリエ姫路ごちそう館・おみやげ館開業。
  - 12月 - JR西日本、ジェイアール西日本不動産開発により新駅ビル着工[13]。
- 2013年（平成25年）
  - 4月27日 - 報道機関向けの内覧会[14]。
  - 4月28日・4月29日 - JOY ONE CARD会員向けプレオープン[注釈 1][15]。
  - 4月30日 - ピオレ姫路開業[13][16]。高架下施設をピオレヤング館・ごちそう館・おみやげ館に改称。開業当日は約4,000人が行列をなし[17]、直後のゴールデンウィーク期間（4月27日から5月6日）には、のべ105万人の人出があった[18]。
  - 6月4日 - 開業1か月間で305万人（本館：115万人、他3館：190万人）が来館し、売り上げ目標を上回る21億円の売り上げ（130%）があったと発表した[19][20][21]。
  - 6月15日 - ピオレ姫路とキャスパ（山陽姫路駅ビル）を2階で結ぶ長さ114メートル、幅5メートルの眺望・連絡デッキが開通[22][23][24][25]。
- 2017年（平成29年）
  - 4月1日 ‐ ピオレ本館をピオレ1、ピオレヤング館をピオレ2及びピオレ3に名称変更。

## 店舗
- ピオレ1（119店舗）。階の（括弧内）は各階のフロアテーマ。
  - 屋上 - 南北に眺望が開け、姫路市街（北に姫路城・南に姫路駅新幹線など）を見渡せる1,900平方メートルの広場で、芝や樹木が植えられている。多目的ステージ、ベンチ（屋根なし）、採光装置設置。
  - 6階（くつろぎ） - リラクゼーション、エステ、教室、旅行、薬局、診療所など。約130人を収容できるピオレホール、西側にジョージ・ローズ作のキネティックボールマシン[15]。
  - 5階（シンプルモダン） - 東急ハンズ、ユニクロ、喫煙所設置。
  - 4階（ナチュラルモダン） - メンズ・レディスファッション、インテリア、スターバックス等。AED設置。
  - 3階（スタイリッシュ） - レディスファッション、雑貨、カフェ等、AED設置。
  - 2階（スタイリッシュ） - レディスファッション、シューズ、時計、雑貨等。
  - 1階（トラディショナル） - メンズ・レディスファッション、雑貨、アクセサリー等。インフォメーションカウンター、AED設置。
  - 地下1階（ガーデンテラス） - 生活雑貨、レストラン、スイーツ、カフェ、コスメ等。喫煙所設置。
- ピオレ2
  - 2階 - ジュンク堂書店
  - 1階 - レディスファション、無印良品、雑貨、スターバックス、ファーストフード店、H&M等。AED設置。
- ピオレ3
  - ジーユー、力丸、セブンイレブン ハートイン。
- ごちそう館
  - パントリー（スーパー）、マツモトキヨシ、ファストフード、食品、カフェ等。AED設置。
- おみやげ館
  - 伊勢屋本店、蒲鉾のハトヤ、ヤマサ蒲鉾、おみやげ、地酒、居酒屋、レストラン等。

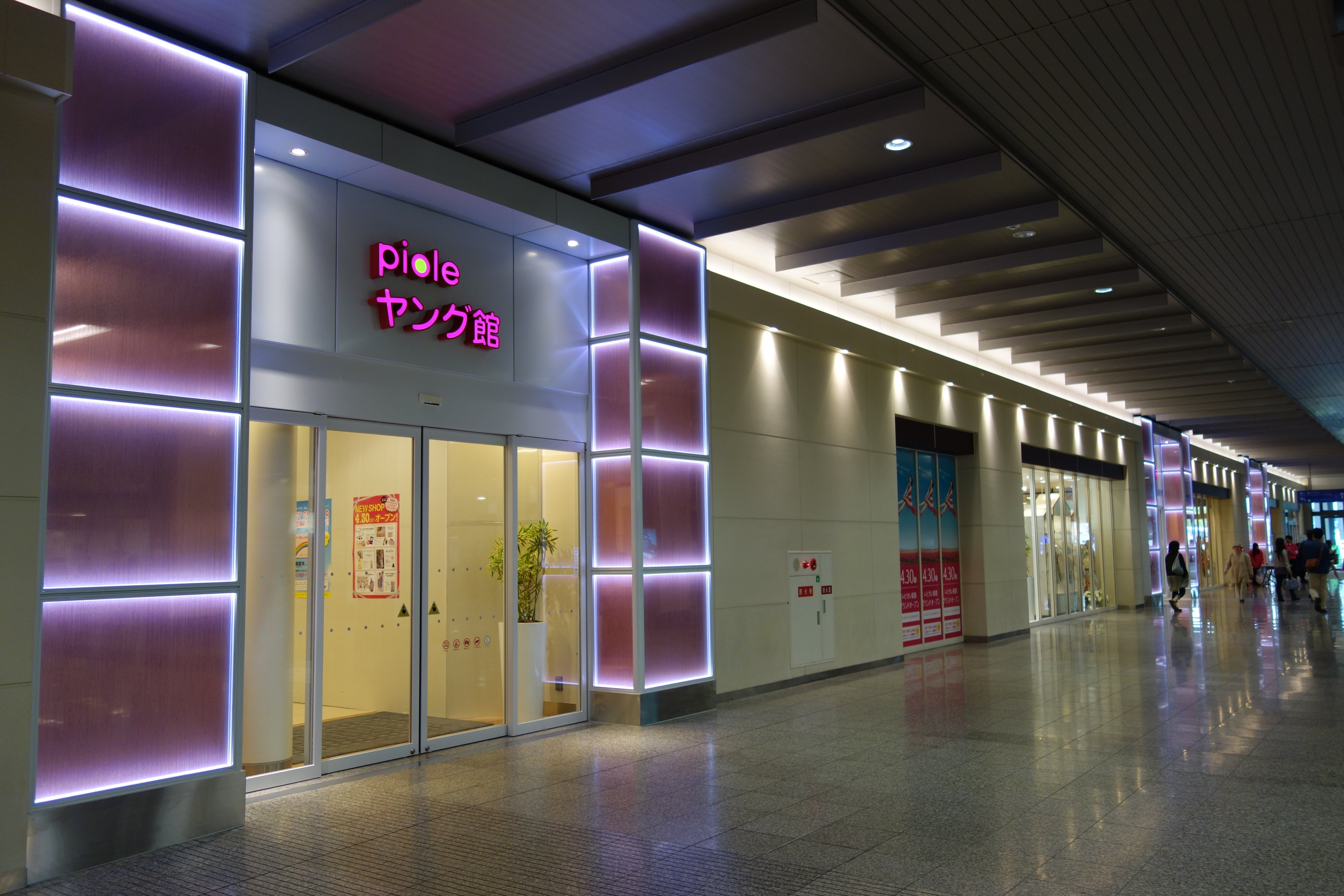
ヤング館
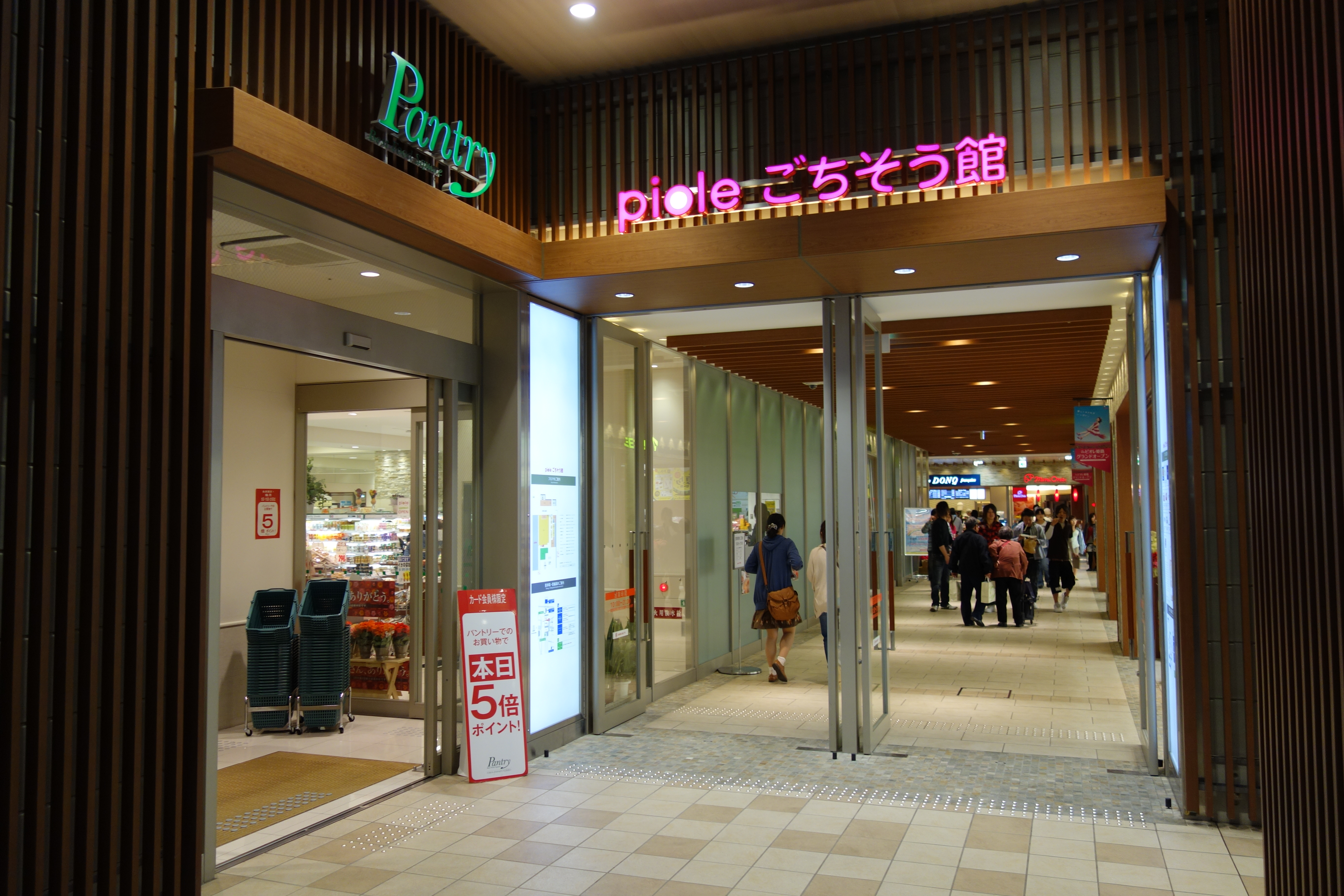
ごちそう館
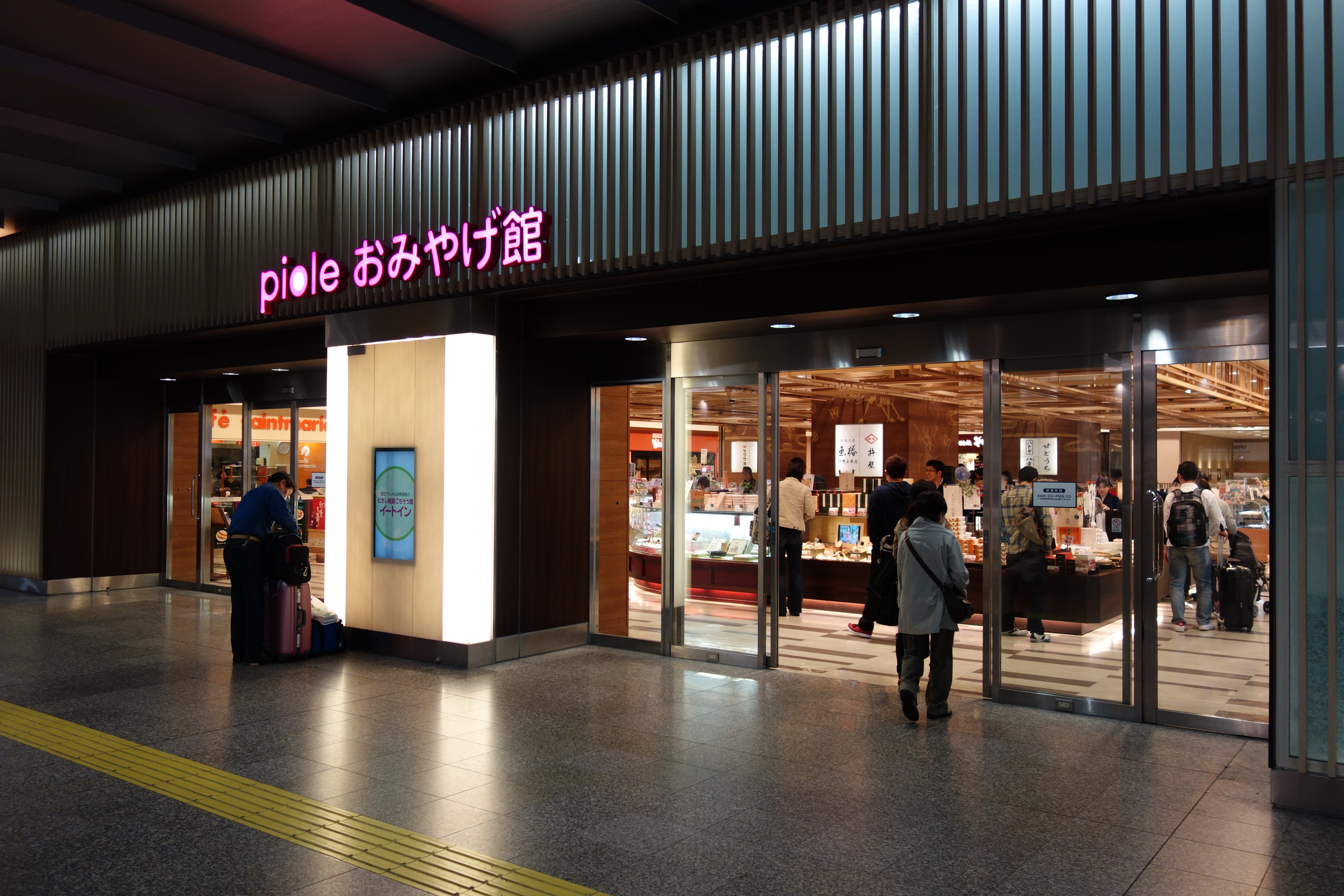
おみやげ館

## 壁面パネル

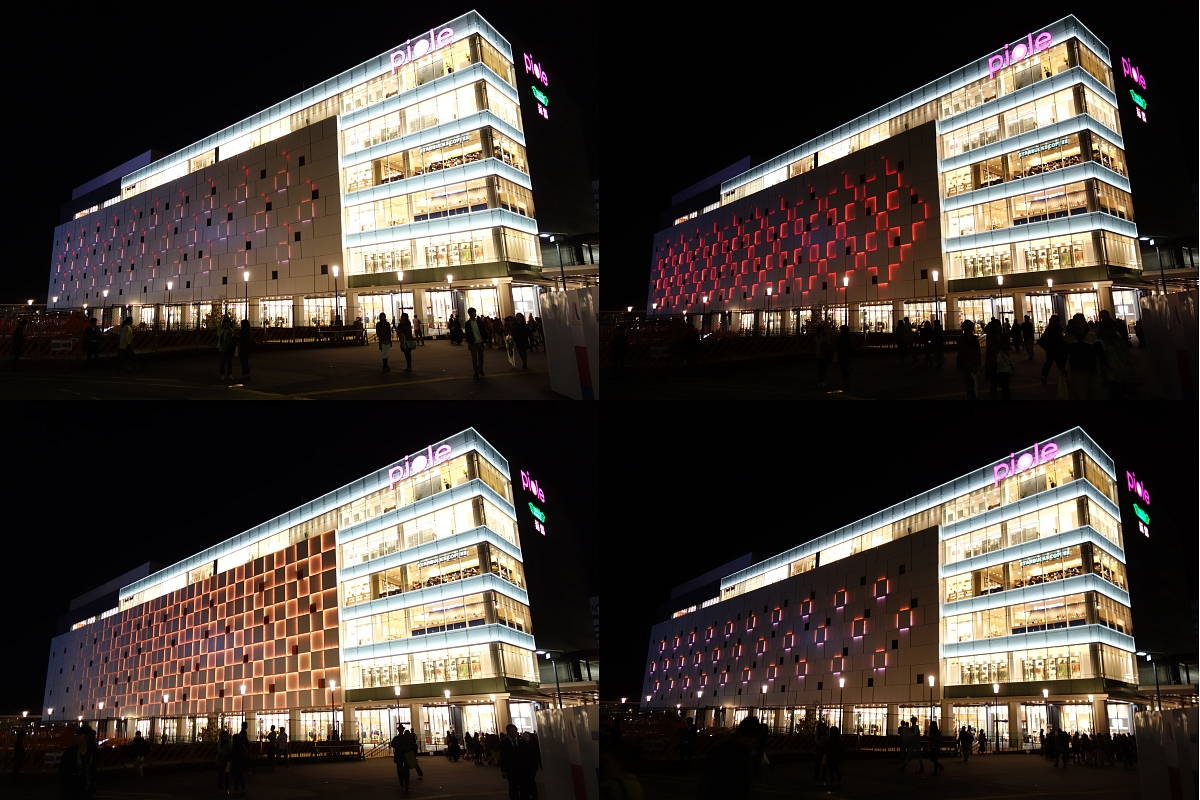
変化する間接LED照明

本館外壁には、日本唯一の間接LED照明を使用した動く映像設備を設置。監修はライティングデザイナーの内原智史。時間帯によっては姫路城にちなんで、羽ばたく白鷺なども表現される。

## 周辺
- 姫路駅
- 山陽姫路駅
- 姫路城
- 兵庫県立歴史博物館
- 姫路市立動物園
- 姫路市立美術館
- 姫路市立水族館
- 手柄山温室植物園
- 手柄山交流ステーション
- グランフェスタ
- 山陽百貨店
- テラッソ姫路
- イーグレひめじ
- みゆき通り